# Humbert de Géraud
Humbert de Géraud est un évêque français du XIIe siècle, ayant été chargé du diocèse d'Albi.

## Biographie
Humbert est nommé évêque par le vicomte d'Albigeois, Roger Ier Trencavel, en accord avec le comte de Toulouse Alphonse Jourdain. Sur leur consigne, il soutient l'antipape Anaclet II, en opposition avec le chapitre de sa cathédrale. Ce dernier prend parti pour le pape Innocent II, à la suite du clergé français dominé par Suger et Bernard de Clairvaux. Le prélat se trouve en minorité et le chapitre décide de démolir le palais épiscopal. À partir de là, l'évêque se trouve logé gracieusement dans quelques maisons mitoyennes appartenant à son chapitre.